# Oreopanax capitatus
Oreopanax capitatus är en araliaväxtart som först beskrevs av Nicolaus Joseph von Jacquin, och fick sitt nu gällande namn av Joseph Decaisne och Jules Émile Planchon. Oreopanax capitatus ingår i släktet Oreopanax och familjen Araliaceae. Inga underarter finns listade.

## Bildgalleri

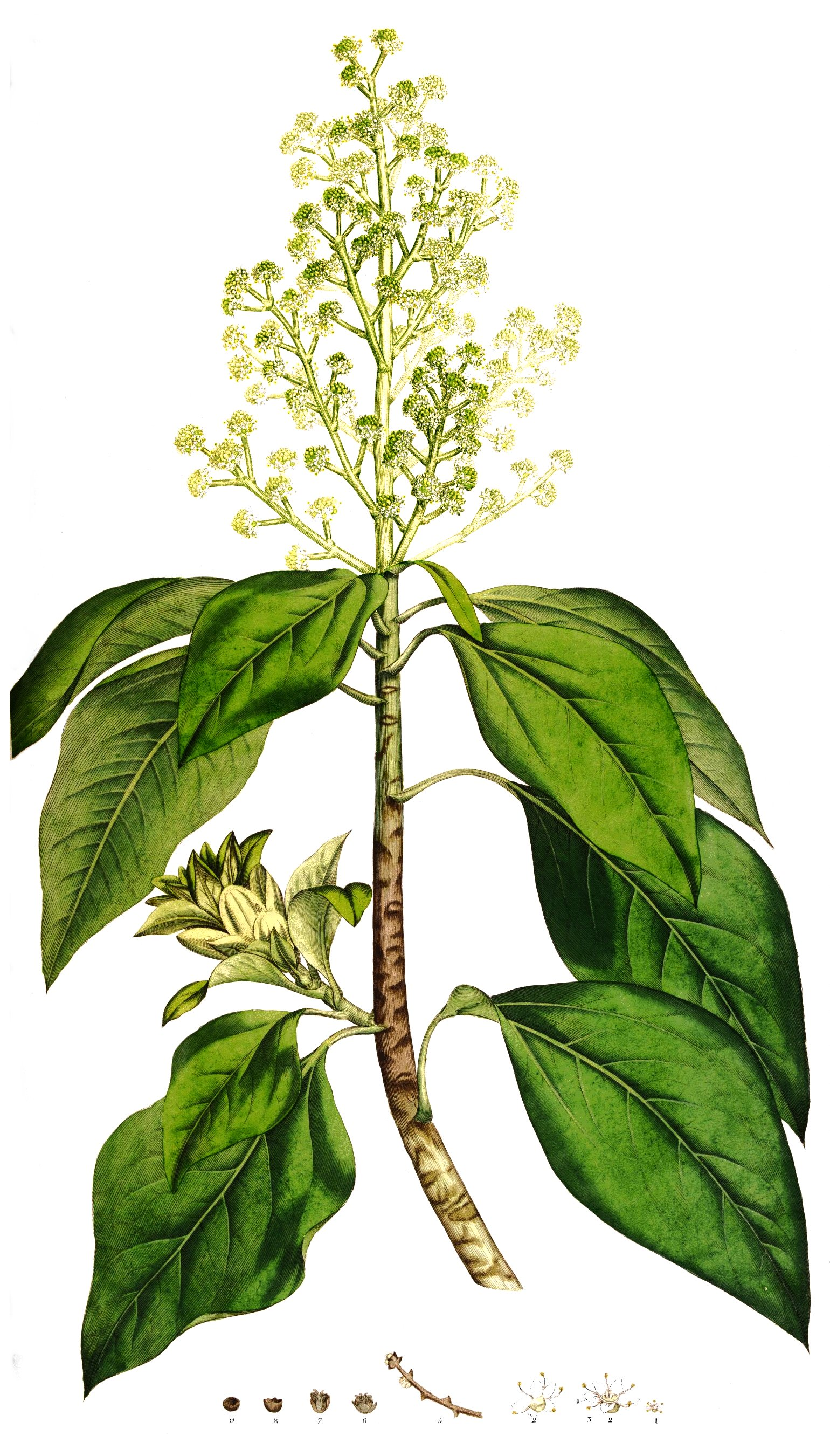
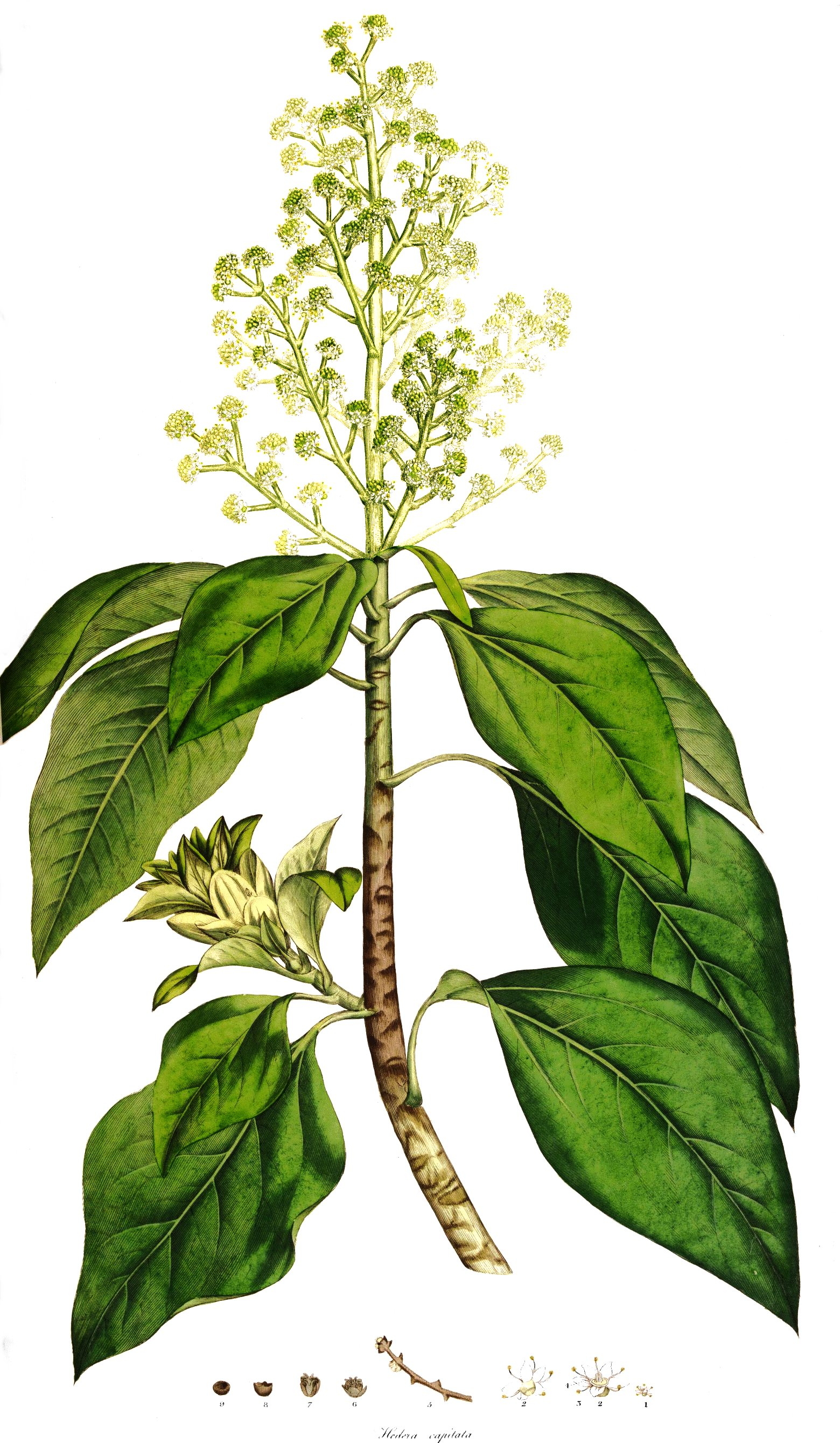